# Alliance (Chili)
Pour les articles homonymes, voir Alliance.
L'Alliance pour le Chili (Espagnol:Alianza por Chile), aussi connu comme La Alianza (L'Alliance), est une coalition de partis politiques chilien de la droite politique et du centre-droit. Elle comprend La Rénovation nationale (RN) et l'Union démocrate indépendante (UDI).
Il s'agit d'une coalition de partis politiques chilien de droite comprenant Rénovation nationale (RN), l'Union démocrate indépendante (UDI) et ChilePrimero.
Par le passé, elle incluait également le Partido del Sur (régionaliste) et l'Unión de Centro Centro Progresista (UCCP), tous deux aujourd'hui dissous.
Par le passé, l'alliance s'est appelée :
- Democracia y Progreso (1989-1992)
- Participación y Progreso (1992-1993)
- Unión por el Progreso (1993-1996)
- Unión por Chile (1996-2000)
- Alianza por Chile (2000-2004)
- Alianza (2004-2009)
- Coalition pour le changement (2009-2012)
- Coalition (2012-2013)
- Alianza (2013-2015)

Depuis sa fondation en 1989, les principaux dirigeants ou personnalités politiques de l'Alliance ont été Jovino Novoa (UDI), Pablo Longueira (UDI), Jaime Guzmán (UDI), Joaquín Lavín (UDI), Sebastián Piñera (RN), Carlos Larrain (RN), Lily Pérez (RN), Andrés Allamand (RN), Sergio Onofre (RN), et Sergio Romero (RN).
D'inspiration conservatrice (UDI) et libérale (RN), son principal adversaire est la Concertation des partis pour la démocratie au pouvoir au niveau national depuis le retour de la démocratie en 1990. 
En vue de l'élection présidentielle de 2013, la ministre du Travail UDI Evelyn Matthei est désignée candidate de la Coalition pour le changement. Elle obtient 25,01 % à l'issue du premier tour et se qualifie pour le second, où elle affronte le 15 décembre la candidate PS Michelle Bachelet (qui a obtenu 46,67 %). Au second tour, Michelle Bachelet est élue par 62,71 % des voix, contre 37,28 à Evelyn Matthei.

## Résultats

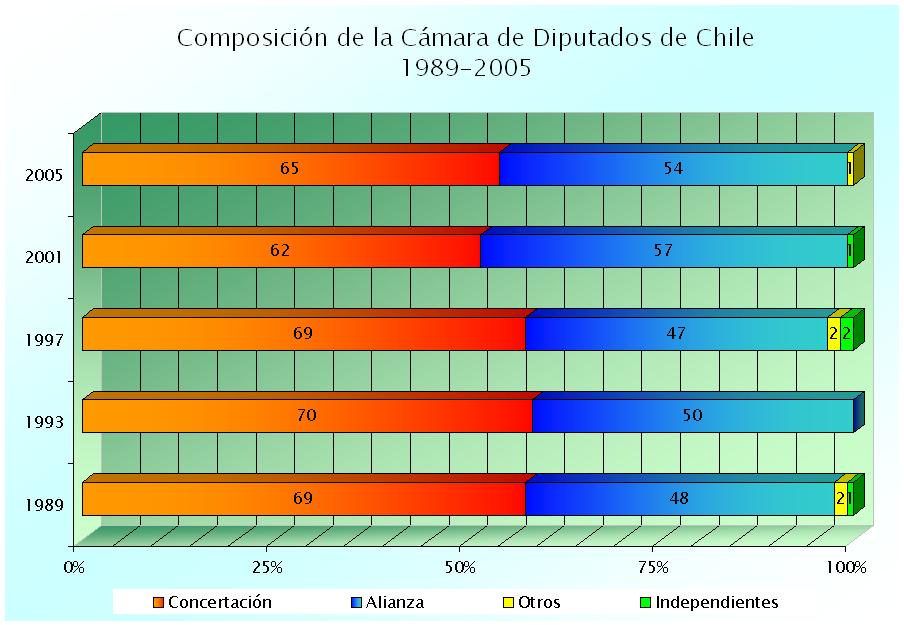
Composition de la chambre des députés de 1989 à 2005.
En orange : les députés de la Concertation des partis pour la démocratie
En bleu : les députés de l'Alliance pour le Chili

| année                                    | % votes | siège      |
| 1989 (en tant que Démocratie et Progrès) | 34,18   | 48 sur 120 |
| 1993 (en tant qu'Union pour le Progrès)  | 36,68   | 50 sur 120 |
| 1997 (en tant qu'Union pour le Chili)    | 36,26   | 47 sur 120 |
| 2001 (en tant qu'Alliance pour le Chili) | 44,27   | 57 sur 120 |
| 2005                                     |         |            |
| 2009                                     | 43,44 % | 58 sur 120 |

| année                                       | % votes |
| 1992 (en tant que Participation et Progrès) | 29,67   |
| 1996 (en tant qu'Union pour le Chili)       | 32,47   |
| 2000 (en tant qu'Union pour le Chili)       | 40,09   |
| 2004 (en tant qu'Alliance pour le Chili)    | 37,66   |
| 2008 (en tant qu'Alliance pour le Chili)    | 40,49   |